# 今井駅

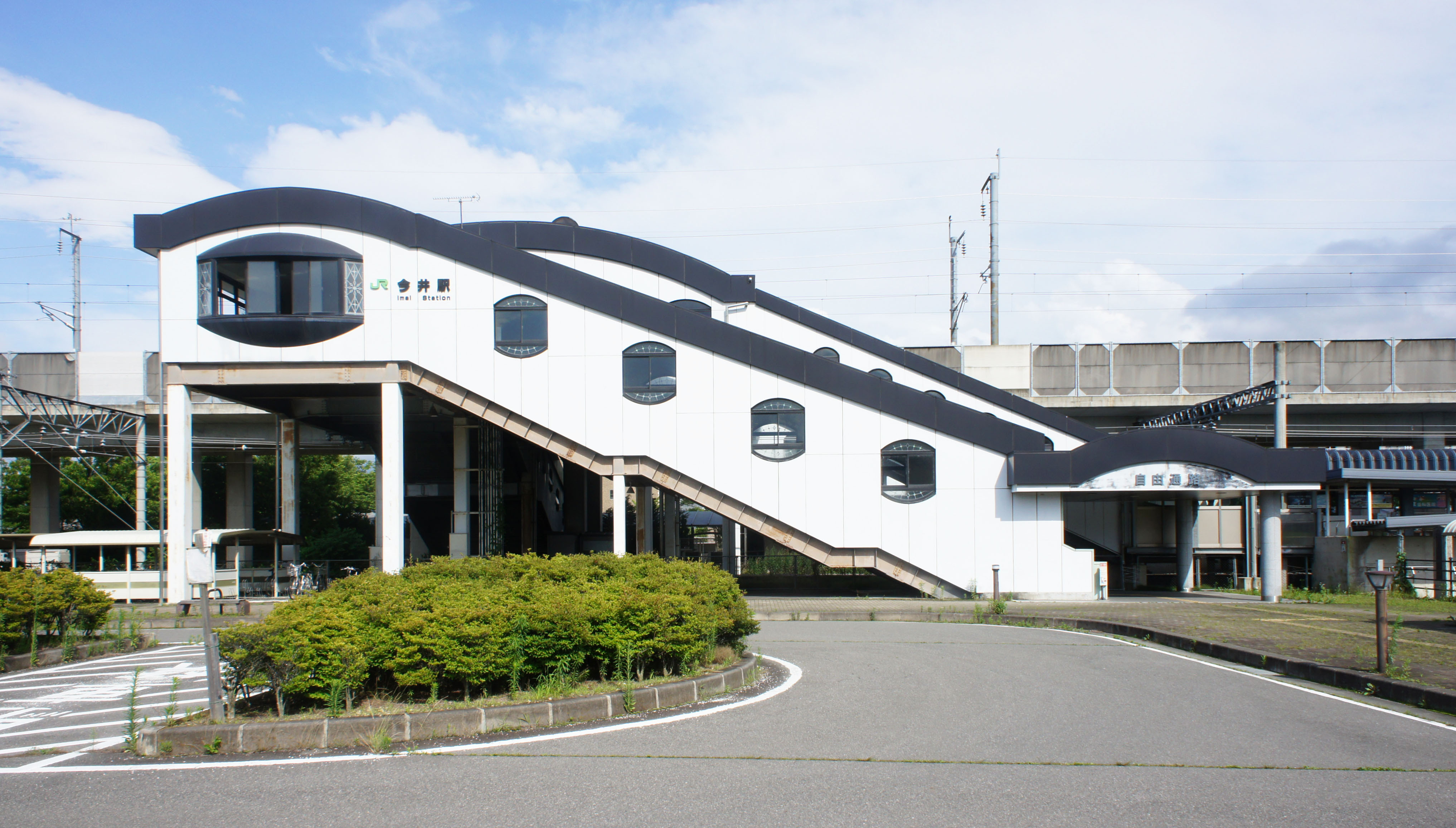
西口（2021年7月）

今井駅（いまいえき）は、長野県長野市川中島町今井にある、東日本旅客鉄道（JR東日本）信越本線の駅である。

## 歴史
- 1996年（平成8年）12月11日：駅建設工事に着手[4]。
- 1997年（平成9年）10月1日：開業。長野支社ではJRへの民営化後初の新駅開業[1]。
- 2025年（令和7年）
  - 2月以降：駅番号にSE 10を設定[5]。
  - 3月15日：ICカード「Suica」の利用が可能となる[6][7]。東京近郊区間に編入される[6]。

## 駅構造
相対式ホーム2面2線を有する地上駅で、自由通路を兼ねた橋上駅舎を有している。東側の高架部には北陸新幹線が通っている。
ステーションビルMIDORIが受託する長野駅管理の業務委託駅で、みどりの窓口と簡易Suica改札機が設置されている。当駅は駅員がいるのは2時間とごく短時間で殆どの時間が無人となる。

### のりば
| 番線 | 路線              | 方向 | 行先                   |
| ---- | ----------------- | ---- | ---------------------- |
| 1    | 信越本線 篠ノ井線 | 上り | 篠ノ井・松本・塩尻方面 |
| 1    | ■しなの鉄道線     | 上り | 戸倉・上田・小諸方面   |
| 2    | 信越本線          | 下り | 長野・直江津方面       |

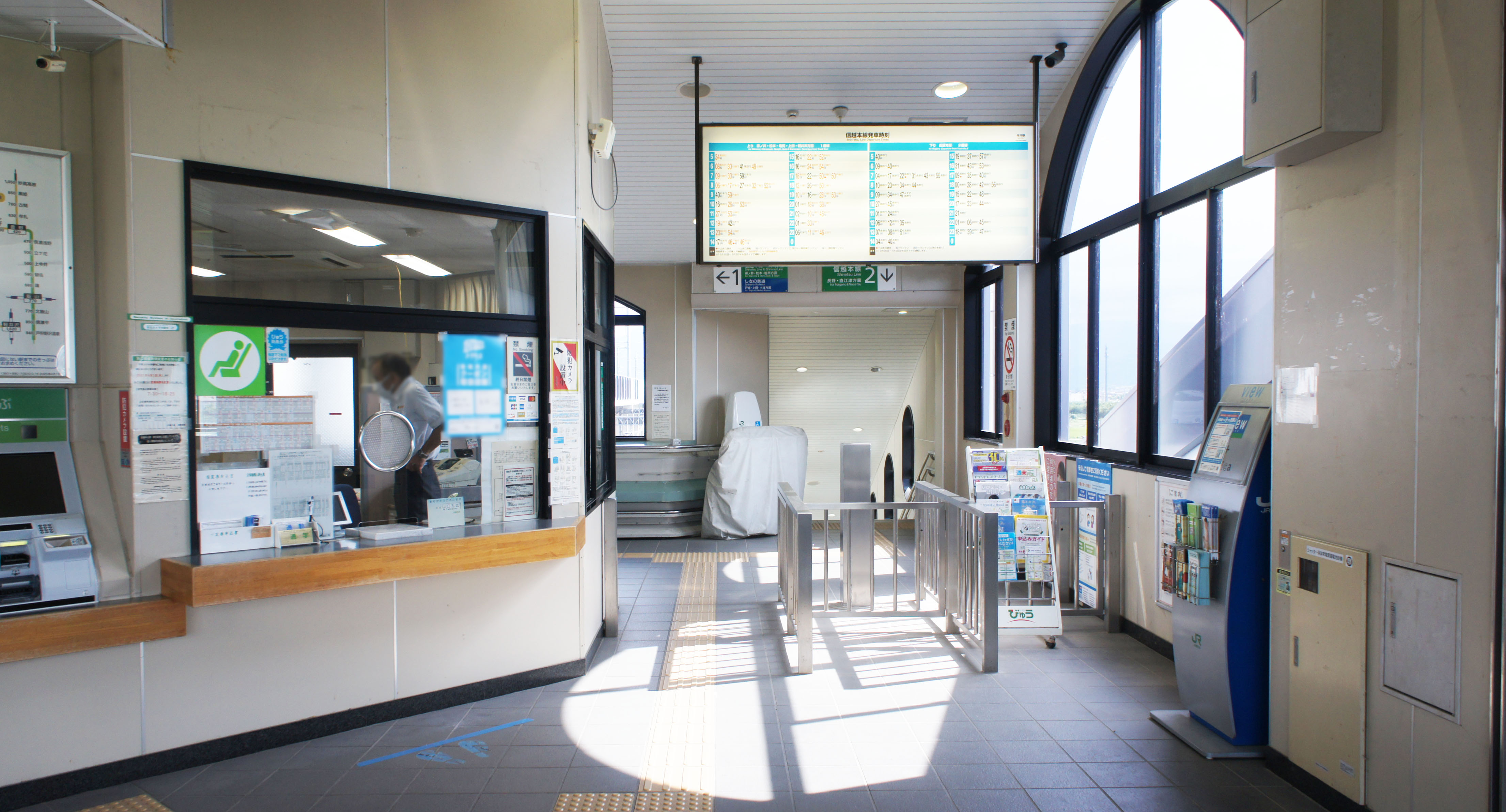
改札口（2021年7月）
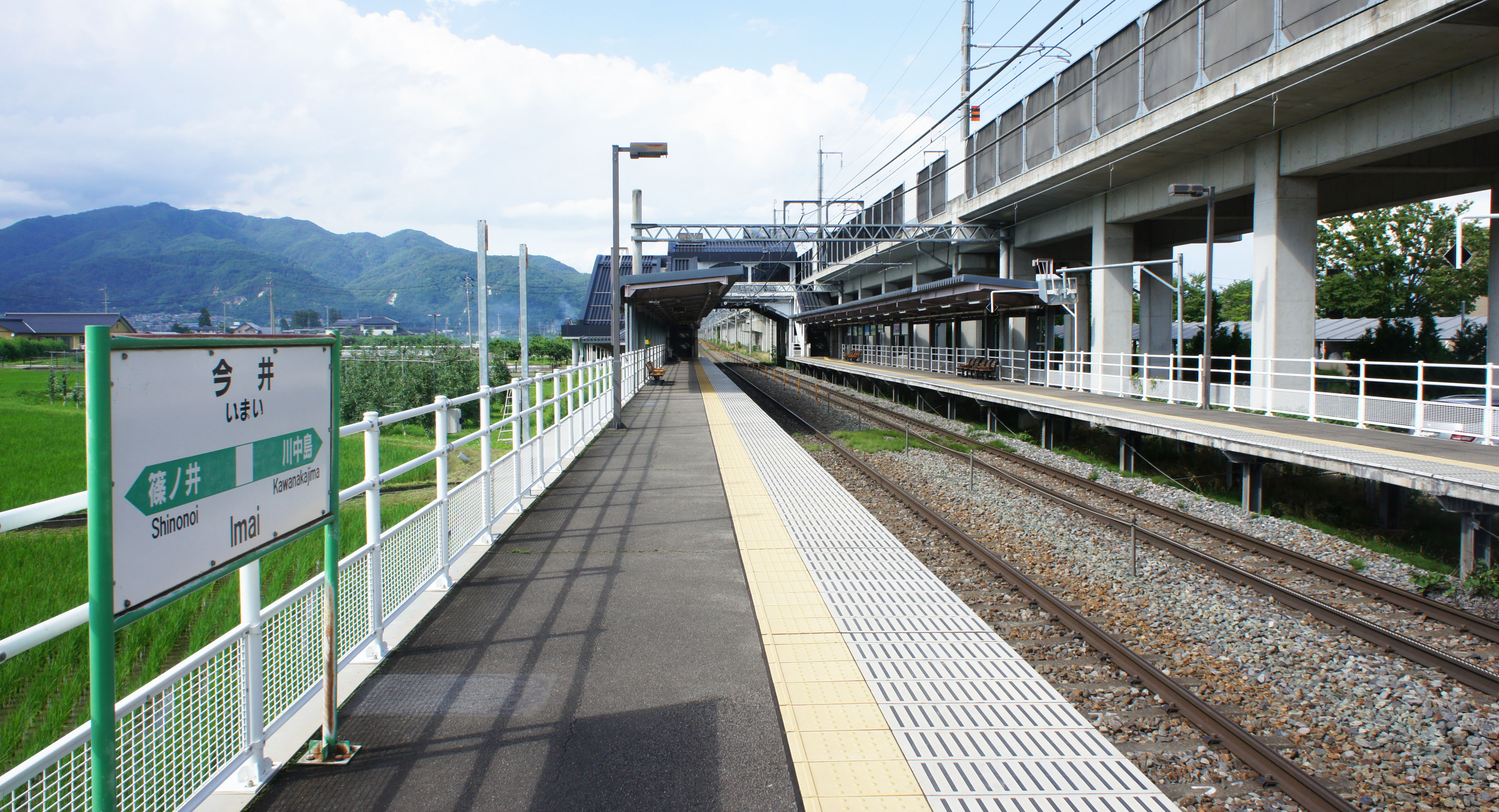
ホーム（2021年7月）

## 利用状況
JR東日本によると、2023年度（令和5年度）の1日平均乗車人員は1,841人である。
2000年度（平成12年度）以降の推移は以下のとおりである。
| 1日平均乗車人員推移 | 1日平均乗車人員推移 | 1日平均乗車人員推移 | 1日平均乗車人員推移 | 1日平均乗車人員推移 |
| 年度                | 定期外              | 定期                | 合計                | 出典                |
| ------------------- | ------------------- | ------------------- | ------------------- | ------------------- |
| 2000年（平成12年）  |                     |                     | 1,452               | [ 利用客数 2 ]      |
| 2001年（平成13年）  |                     |                     | 1,530               | [ 利用客数 3 ]      |
| 2002年（平成14年）  |                     |                     | 1,589               | [ 利用客数 4 ]      |
| 2003年（平成15年）  |                     |                     | 1,618               | [ 利用客数 5 ]      |
| 2004年（平成16年）  |                     |                     | 1,624               | [ 利用客数 6 ]      |
| 2005年（平成17年）  |                     |                     | 1,661               | [ 利用客数 7 ]      |
| 2006年（平成18年）  |                     |                     | 1,664               | [ 利用客数 8 ]      |
| 2007年（平成19年）  |                     |                     | 1,705               | [ 利用客数 9 ]      |
| 2008年（平成20年）  |                     |                     | 1,717               | [ 利用客数 10 ]     |
| 2009年（平成21年）  |                     |                     | 1,781               | [ 利用客数 11 ]     |
| 2010年（平成22年）  |                     |                     | 1,743               | [ 利用客数 12 ]     |
| 2011年（平成23年）  |                     |                     | 1,763               | [ 利用客数 13 ]     |
| 2012年（平成24年）  | 395                 | 1,330               | 1,726               | [ 利用客数 14 ]     |
| 2013年（平成25年）  | 405                 | 1,409               | 1,814               | [ 利用客数 15 ]     |
| 2014年（平成26年）  | 396                 | 1,384               | 1,780               | [ 利用客数 16 ]     |
| 2015年（平成27年）  | 433                 | 1,532               | 1,966               | [ 利用客数 17 ]     |
| 2016年（平成28年）  | 421                 | 1,573               | 1,994               | [ 利用客数 18 ]     |
| 2017年（平成29年）  | 404                 | 1,515               | 1,920               | [ 利用客数 19 ]     |
| 2018年（平成30年）  | 409                 | 1,495               | 1,904               | [ 利用客数 20 ]     |
| 2019年（令和元年）  | 385                 | 1,512               | 1,898               | [ 利用客数 21 ]     |
| 2020年（令和02年）  | 230                 | 1,416               | 1,647               | [ 利用客数 22 ]     |
| 2021年（令和03年）  | 259                 | 1,449               | 1,708               | [ 利用客数 23 ]     |
| 2022年（令和04年）  | 315                 | 1,435               | 1,750               | [ 利用客数 24 ]     |
| 2023年（令和05年）  | 358                 | 1,483               | 1,841               | [ 利用客数 1 ]      |

## 駅周辺
近隣に商業施設はなく、東側に徒歩10分ほど行った県道沿線に中規模の店舗が立ち並ぶ。駅東側に今井ニュータウンがある一方、駅西側は果樹園が広がっている。
- 今井ニュータウン（今井団地） - 旧長野オリンピック選手村であり[1]、現在は市営住宅[1]や、長野県職員宿舎などとなっている。
- 長野南警察署長野市川中島交番
- 長野保健医療大学
- 長野県長野南高等学校
- 西友川中島店
- ドン・キホーテ川中島店

## バス路線
「今井駅」停留所にて、アルピコ交通が運行する路線バスが発着する。長野市役所前方面へと結んでおり、平日朝夕のみの運行である。

## 隣の駅
東日本旅客鉄道（JR東日本）
 信越本線・ 篠ノ井線・■しなの鉄道線（篠ノ井線・しなの鉄道線は篠ノ井駅 - 当駅間JR信越本線）
□快速
通過
■普通（「みすず」含む）
篠ノ井駅 (SE 09) - 今井駅 (SE 10) - 川中島駅 (SE 11)

### 記事本文
1. 1 2 3 4 5 6 7 8 9 10 11 12  信濃毎日新聞社出版部『長野県鉄道全駅 増補改訂版』信濃毎日新聞社、2011年7月24日、21頁。ISBN 9784784071647。
2. 1 2  “駅業務委託｜駅ビジネス事業｜事業紹介｜生鮮市場JCなど運営 株式会社ステーションビルMIDORI”.   ステーションビルMIDORI. 2022年4月1日閲覧。
3. ↑  『週刊 JR全駅・全車両基地』 14号 長野駅・新津駅・高田駅ほか、朝日新聞出版〈週刊朝日百科〉、2012年11月11日、19頁。
4. ↑  「信越線今井駅 建設工事着手」『交通新聞』交通新聞社、1996年12月11日、1面。
5. ↑  『JR東日本長野支社管内へ「駅ナンバリング」を拡大します』（PDF）（プレスリリース）東日本旅客鉄道長野支社、2024年12月13日。オリジナルの2024年12月13日時点におけるアーカイブ。2024年12月16日閲覧。
6. 1 2  『2025年3月15日（土）長野県のSuica利用がますます便利になります』（PDF）（プレスリリース）東日本旅客鉄道長野支社、2024年12月13日。オリジナルの2024年12月13日時点におけるアーカイブ。2024年12月16日閲覧。
7. ↑  『長野県におけるSuicaご利用駅の拡大について』（PDF）（プレスリリース）東日本旅客鉄道長野支社、2023年6月20日。オリジナルの2023年6月20日時点におけるアーカイブ。2023年6月20日閲覧。
8. 1 2  “JR東日本：駅構内図・バリアフリー情報（今井駅）”.   東日本旅客鉄道. 2025年5月12日閲覧。
9. ↑  “一般路線バス（【32】運転免許センター篠ノ井線 【33】北原篠ノ井線 【34】三本柳線 【35】稲里循環線）”.   アルピコ交通. 2025年5月12日閲覧。

### 利用状況
1. 1 2  “各駅の乗車人員（2023年度）”.   東日本旅客鉄道. 2024年7月20日閲覧。
2. ↑  “各駅の乗車人員（2000年度）”.   東日本旅客鉄道. 2019年3月26日閲覧。
3. ↑  “各駅の乗車人員（2001年度）”.   東日本旅客鉄道. 2019年3月26日閲覧。
4. ↑  “各駅の乗車人員（2002年度）”.   東日本旅客鉄道. 2019年3月26日閲覧。
5. ↑  “各駅の乗車人員（2003年度）”.   東日本旅客鉄道. 2019年3月26日閲覧。
6. ↑  “各駅の乗車人員（2004年度）”.   東日本旅客鉄道. 2019年3月26日閲覧。
7. ↑  “各駅の乗車人員（2005年度）”.   東日本旅客鉄道. 2019年3月26日閲覧。
8. ↑  “各駅の乗車人員（2006年度）”.   東日本旅客鉄道. 2019年3月26日閲覧。
9. ↑  “各駅の乗車人員（2007年度）”.   東日本旅客鉄道. 2019年3月26日閲覧。
10. ↑  “各駅の乗車人員（2008年度）”.   東日本旅客鉄道. 2019年3月26日閲覧。
11. ↑  “各駅の乗車人員（2009年度）”.   東日本旅客鉄道. 2019年3月26日閲覧。
12. ↑  “各駅の乗車人員（2010年度）”.   東日本旅客鉄道. 2019年3月26日閲覧。
13. ↑  “各駅の乗車人員（2011年度）”.   東日本旅客鉄道. 2019年3月26日閲覧。
14. ↑  “各駅の乗車人員（2012年度）”.   東日本旅客鉄道. 2019年3月26日閲覧。
15. ↑  “各駅の乗車人員（2013年度）”.   東日本旅客鉄道. 2019年3月26日閲覧。
16. ↑  “各駅の乗車人員（2014年度）”.   東日本旅客鉄道. 2019年3月26日閲覧。
17. ↑  “各駅の乗車人員（2015年度）”.   東日本旅客鉄道. 2019年3月26日閲覧。
18. ↑  “各駅の乗車人員（2016年度）”.   東日本旅客鉄道. 2019年3月26日閲覧。
19. ↑  “各駅の乗車人員（2017年度）”.   東日本旅客鉄道. 2019年3月26日閲覧。
20. ↑  “各駅の乗車人員（2018年度）”.   東日本旅客鉄道. 2019年7月11日閲覧。
21. ↑  “各駅の乗車人員（2019年度）”.   東日本旅客鉄道. 2020年7月13日閲覧。
22. ↑  “各駅の乗車人員（2020年度）”.   東日本旅客鉄道. 2021年7月24日閲覧。
23. ↑  “各駅の乗車人員（2021年度）”.   東日本旅客鉄道. 2022年8月7日閲覧。
24. ↑  “各駅の乗車人員（2022年度）”.   東日本旅客鉄道. 2023年7月11日閲覧。